# Yves Giraud-Cabantous
Marius Aristide Yves Giraud-Cabantous (Parijs, 8 oktober 1904 – Parijs, 30 maart 1973) was een Frans Formule 1-coureur. Hij reed tussen 1950 en 1953 13 Grands Prix voor de teams Talbot-Lago en HWM.